# Monochileae
Monochileae, tribus medićevki (Lamiaceae) smješten u potporodicu Ajugoideae. Sastoji se od 4 roda 
Tipični je rod Monochilus sa dvije južnoameričke vrste iz Brazila.

## Rodovi
1. Aegiphila Jacq. (132 spp.)
2. Amasonia L.f. (7 spp.)
3. Monochilus Fisch. & C.A.Mey. (2 spp.)
4. Amethystea L. (1 sp.)